# Керченський історико-археологічний музей
Керченський історико-археологічний музей — один із найстаріших археологічних музеїв Криму і сучасної України.

## Історія створення
В основі керченського музею — приватна збірка артефактів Поля Дюбрюкса (1774—1835) — засновника керченської археології в часи Російської імперії. Поль дю Брюкс — француз за походженням, що емігрував із Франції під час трагічних подій французької революції 1789–1793 років. Він проводив хижацькі розкопки курганів в околицях Керчі і торгував ними.
Музей було засновано 14 (2 червня за старим стилем) 1826 року Бларамбергом Іваном Павловичем, який став і першим його директором. Відомо також, що директором був Ашик Антон Бальтазарович.
Музей, розташований у Керчі, був підпорядкований Археологічній комісії в Санкт-Петербурзі.
Працівники музею проводили обстеження місцевості, описи та хижацькі розкопки давньогрецьких міст-колоній та стародавніх некрополів. Після віднайдення та розкопок кургану Куль-Оба діяльність археологів переорієнтували на розкопки саме курганів. Метою було випередити розкрадання курганних скарбів поселенцями і пошук мистецькі вартих та ефектних скарбів для колекцій Імператорського Ермітажу. У цей час з ініціативи імператора Миколи І розпочато будівництво так званого Нового Ермітажу за проектом німецького архітектора Лео фон Кленце. 1850 року вартісні археологічні знахідки з первісної колекції Керченського музею старожитностей вивезли в Імператорський Ермітаж. 1853 роком датують початок дещо наукових розкопок у Керчі. Їх проводив археолог О. Є. Люценко.

## Приміщення
1835 року за проектом архітектора з міста Одеса, італійця за походженням Джорджо Торічеллі було створено першу споруду музею на горі Мітридат. У роки Кримської війни (1853–1856) приміщення музею було зруйноване, колекції пограбовані, все найкоштовніше було вивезено у Велику Британію як військові трофеї. Нині вивезені археологічні знахідки з Керчі зберігає Британський музей.
1922 року керченському музею під експозиції передали двоповерховий будинок — особняк П. Месаксуді на вулиці Свердлова, 16. Поряд була розташована церква св. Олександра Невського. Парафію ліквідували, а порожню споруду церкви 1931 року передали Антирелігійному музею. У роки Другої світової війни споруду церкви зруйнували на 60 відсотків. Музей спромігся відбудувати приміщення лише в 1955 році, перебудувавши і збільшивши її на один метр. У перші роки Незалежної України (1991–1993) працівники музею поновили інтер'єр сакральної споруди з частковим відтворенням інтер'єру церкви. Пізніше церкву за рішенням місцевої адміністрації віддали ПЦ Московського патріархату, через що музей втратив до шістдесяти чотирьох відсотків (64) експозиційних площ без отримання нового приміщення.

## Фонди та експозиції

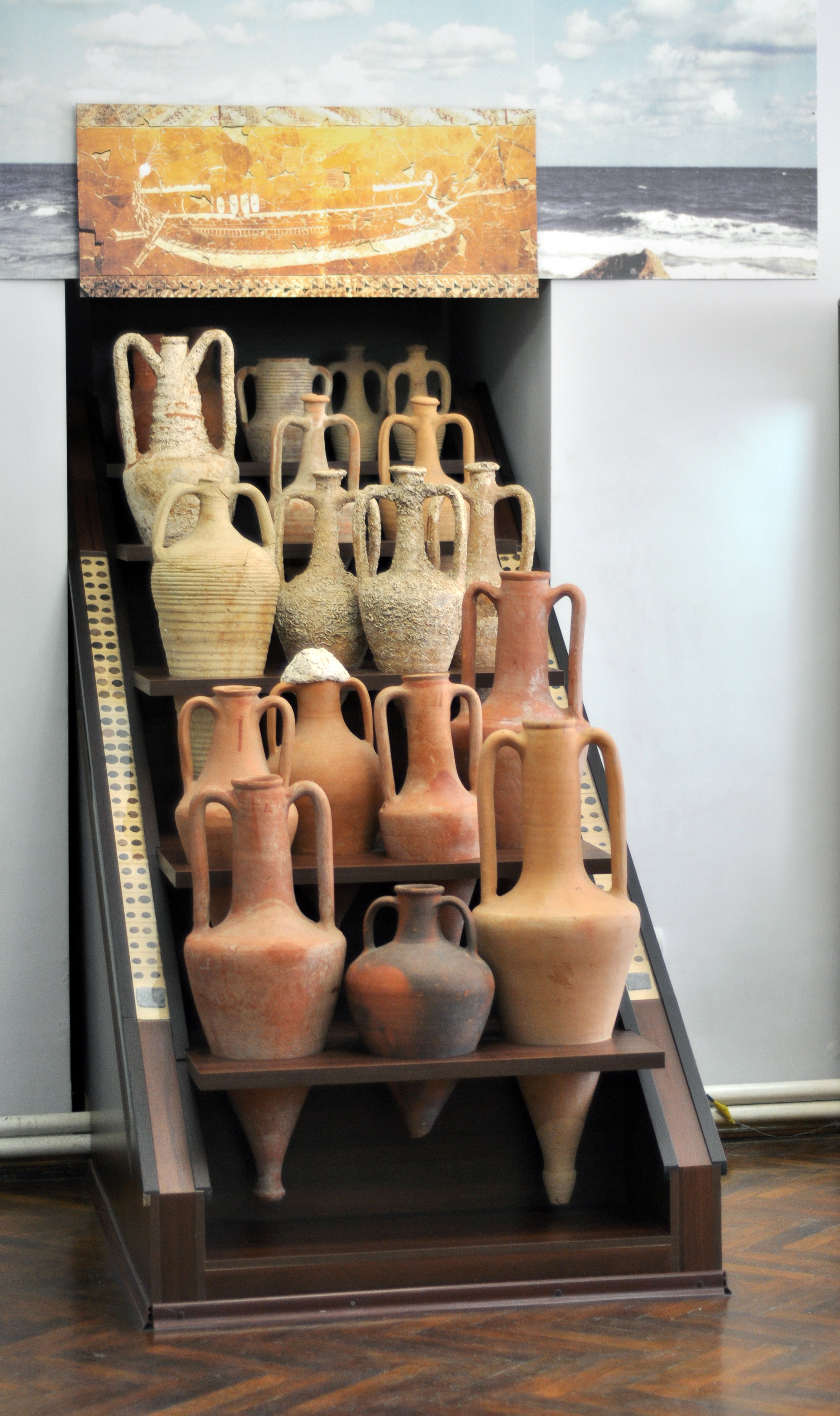
Грецькі амфори в експозиції музею

Керченський історико-археологічний музей має на балансі більш ніж 130.000 одиниць збереження. Серед них —
- керченські вази
- нумізматика
- мармурова скульптура
- античні надгробки і стели
- зразки епіграфіки
- уламки архітектурних споруд
- амфори
- зразки античного скла
- антична кераміка і теракоти (рибні тарелі, маски, фігурки акторів)
- зразки виробів з каменю, кістки, дерева тощо.

У дворику музею обладнали сонячний годинник. При музеї діє Золота скарбничка з нумізматичними та ювелірними експонатами та лапідарій.